# Banjski Orešac
Banjski Orešac (Kyrillisch: Бањски Орешац) ist ein Dorf in der Opština Knjaževac und im Okrug Zaječar im Osten Serbiens.

## Geographie
Banjski Orešac liegt am südlichen Ausläufer der Karpaten, im südlichen Teil der Region Timočka Krajina.

## Einwohner
Laut Volkszählung 2002 (Eigennennung) gab es 96 Einwohner. Davon waren alle Serben.
Weitere Volkszählungen:
| 1948 | 1953 | 1961 | 1971 | 1981 | 1991 |
| ---- | ---- | ---- | ---- | ---- | ---- |
| 356  | 350  | 323  | 311  | 247  | 154  |